# Somatosenzorni sustav
Somatosenzorni sustav  je sustav osjetila koja se sastoje od receptora koji na koži, epitelu, mišićima kostiju i zglobova, unutarnjim organima i kardiovaskularnog sustava. Ti receptori imaju funkciju za stvaranje oblika stimulacije, na dodir, temperaturu, položaj tijela i bol. Dodir se tradicionalno smatra jednim od pet osjetila.  
Sustav reagira na različite podražaje na različite receptore: termoreceptore, mehanoreceptore i kemoreceptore. Prijenos informacija od receptora prolazi preko živaca kroz traktate u kičmenoj moždini. 

## Vanjske poveznice
- Arhivirana inačica izvorne stranice od 26. siječnja 2010. (Wayback Machine)